# Retro (film)
Pour plus de détails, voir Fiche technique et Distribution.
Retro est un film d'action indien réalisé par Karthik Subbaraj et sorti en 2025,. Retro a reçu des critiques positives et a connu un succès commercial. Il a généré plus de 2,35 milliard de dollars de recettes.

## Fiche technique
Sauf indication contraire, les informations mentionnées dans cette section peuvent être confirmées par les bases de données cinématographiques IMDb et Allociné,  présentes dans la section « Liens externes ».
- Titre original : Retro
- Réalisation : Karthik Subbaraj
- Scénario : Karthik Subbaraj
- Musique : Santhosh Narayanan
- Décors :
- Costumes : Praveen Raja
- Photographie : Shreyaas Krishna
- Son : Nagavenkatakumar
- Montage : Shafique Mohamed Ali
- Production : Jyothika et Surya Sivakumar
  - Production déléguée : M. Ashok Narayanan et Rajsekar Pandian
  - Coproduction : Kaarthekeyen Santhanam
  - Production exécutive : Valeria Tkachuk
- Société de production : 2D Entertainment et Stone Bench Films
- Société de distribution : Night Ed Films
- Pays de production :  Inde
- Langue originale : tamoul, télougou, malayalam et kannada
- Format : couleur — 2,39:1 — son 5.1
- Genre : Film d'action
- Durée : 150 minutes
- Dates de sortie :
  - France : 30 avril 2025
  - Inde : 1er mai 2025

## Distribution
- Surya Sivakumar
- Pooja Hegde
- Joju George
- Jayaram
- Nassar
- Prakash Raj
- Karunakaran